# Illés Népstadion I.
Az Illés Népstadion I. az 1990. szeptember 15-én Népstadionban megtartott koncert nem teljes zenei anyaga. 
Az eredetileg két lemezesre tervezett kiadás második lemeze sohasem lett kiadva. (A kiadó, a Strigon Som Lajos és Zalatnay Sarolta cége.)

## Az album dalai
Minden dal Szörényi Levente és Bródy János szerzeménye, kivéve azok, ahol a szerzőség jelölve van.
1. Ne gondold – 3:44
2. Ó, mondd – 3:04
3. Itt állok egymagam – 2:55
4. Lehetett volna (Illés Lajos-Bródy János) 3:58
5. Még fáj minden csók – 3:02
6. Különös lány – 2:48
7. Kéglidal – 3:27
8. Az ész a fontos… (Szörényi Szabolcs-Bródy János) – 4:02
9. Szemétdomb  (Illés Lajos-Bródy János) – 3:12
10. Kenyér és vér (Illés Lajos-Bródy János) – 4:11
11. Nem akarok állni… – 3:38
12. Új világ 3:52
13. Ha én rózsa volnék (Bródy János)

## Közreműködők
- Illés Lajos – billentyű, ének
- Szörényi Levente – ének, gitár, vokál
- Szörényi Szabolcs – ének, basszusgitár, vokál
- Bródy János – gitár, furulya, billentyű, ének
- Pásztory Zoltán – dob, ütőhangszerek